# Somewhere in Turkey
Somewhere in Turkey er en amerikansk stumfilm fra 1918 af Alfred J. Goulding.

## Medvirkende
- Harold Lloyd
- Snub Pollard
- Bebe Daniels
- William Blaisdell
- Sammy Brooks
- Harry Burns
- Louise Carver
- Lige Conley
- Billy Fay
- William Gillespie
- Helen Gilmore
- Lew Harvey
- Wallace Howe
- Dee Lampton
- Gus Leonard
- James Parrott
- Charles Stevenson
- Dorothea Wolbert